# 佩塔尔·法伊弗里奇
佩塔尔·法伊弗里奇（羅馬化：Petar Fajfrić，1942年2月15日—2021年3月11日），塞尔维亚男子手球运动员。他曾代表南斯拉夫国家队参加1972年夏季奥林匹克运动会手球比赛，获得一枚金牌。